# Saint-Côme-Linière (Quebec)
Saint-Côme-Linière é um município canadense do Conselho Municipal Regional de Beauce-Sartigan em Quebec, localizado na região administrativa de Chaudière-Appalaches, resultante da fusão em 1994 da freguesia de Saint-Come-de-Kennebec e da aldeia de Linière. É denominado em honra dos santos Cosme e Damião.
O município tem cerca de 3.300 habitantes. Localizado entre Saint-Georges e a fronteira americana com Jackman, Maine, às margens do rio Loup. Sua rodovia é uma via de transporte para o comércio Canadá-EUA.

## História
Os primeiros habitantes da Saint-Côme-Linière eram predominantemente ingleses, irlandeses e escoceses que movimentaram-se ao longo do caminho Kennebec a partir de 1830. Este caminho ligando Quebec à Cidade de Boston e seguia o rios Chaudière, Wolf e  Kennebec.
A partir de 1844, a missão de Saint-Come-Linière é servida pelo pároco de Saint-Georges.
A paróquia de São cosme foi fundada em 1871 com a chegada de seu primeiro sacerdote residente: padre Joseph-Rémi Desjardins. O Cantão Linière então com 890 pessoas. Sua igreja de pedra com campanários em três campos foi construído sobre um pequeno monte de terra com vista sobre a vila em 1891.
O Município de Metgermette, abrangendo o território do cantão de Linière foi criado em 1845, enquanto o Cantão da Linière foi em 1855. A freguesia de Saint-Come-de-Kennebec foi fundada em 1892 e separou-se da aldeia de Linière em 1912. O atual município resultado da fusão, em 1994, da freguesia de Saint-Come-de-Kennebec e da aldeia de Linière.
As Irmãs da Caridade de São Luís, chegou em Saint-Linière em 1904 e posteriormente instalaram-se posteriormente no convento construído em 1909.
A aldeia foi quase inteiramente destruído por um terrível incêndio ocorrido em 4 de Agosto de 1926. 114 edifícios foram destruídos em poucas horas de um dia de vento forte. Apenas a igreja, o presbitério, um convento e algumas casas foram poupados.
Na primeira metade do século 20, a presença de reservas florestais e a empresa Breakey et Brown limitou por um certo tempo, a expansão territorial do município.